# Centrale électrique de Saint-Pierre
La centrale électrique de Saint-Pierre est une centrale électrique de l'île de La Réunion, département et région d'outre-mer français du sud-ouest de l'océan Indien. Elle est située sur le territoire de la commune de Saint-Pierre, dans le sud-ouest de l'île. Opérée par Albioma, elle est entrée en service en 2019.